# Derinkuyu (underjordisk stad)

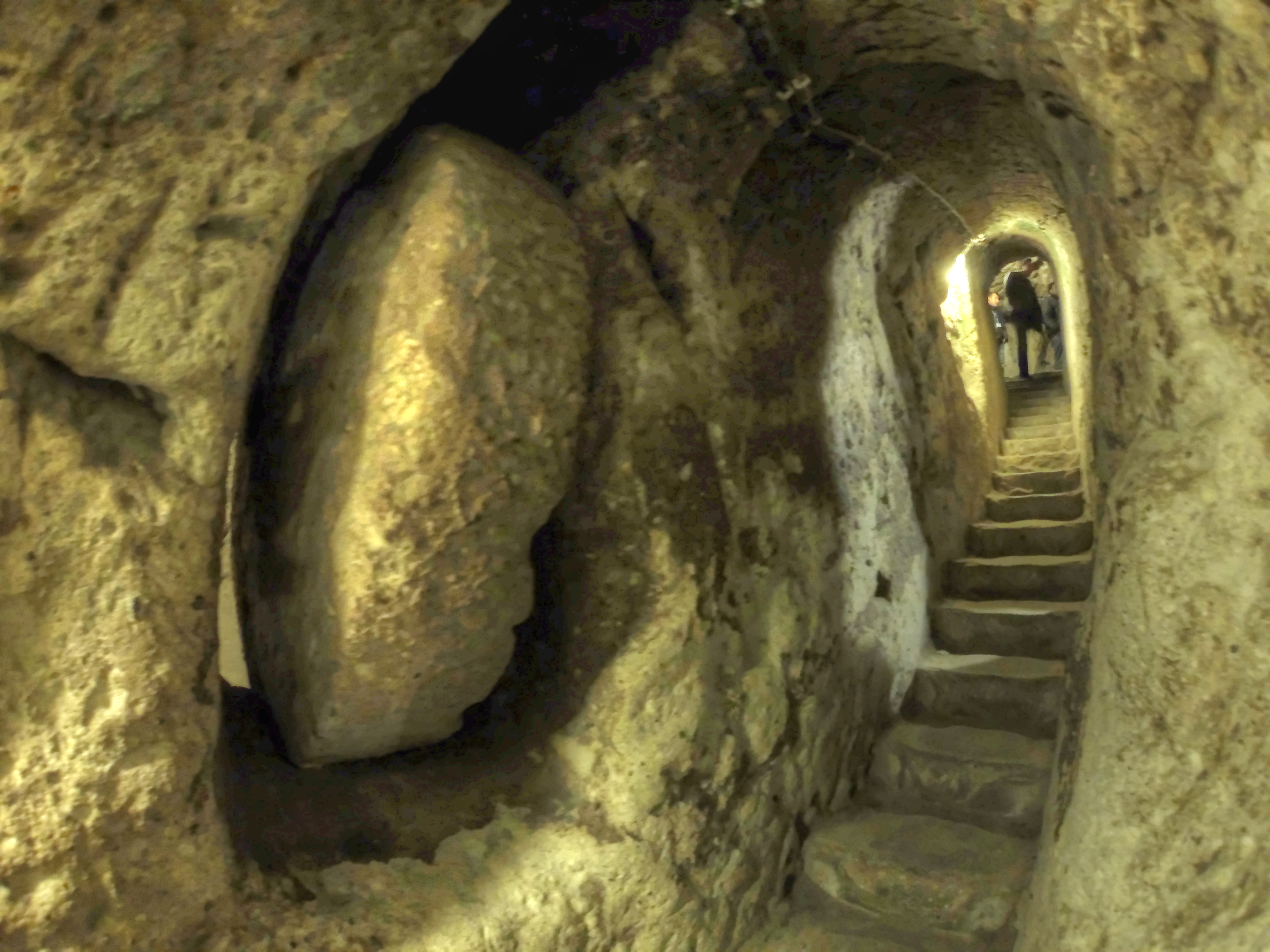
En passage i staden under jord.

Derinkuyu är en före detta underjordisk stad i Nevşehir-provinsen i Turkiet. Den tros ha hyst omkring 20 000 personer. Staden antas ha byggts under den bysantinska eran, under en period då Bysans låg i en långvarig konflikt med araberna om makt och herravälde. 